# A horgászat története

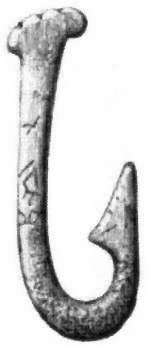
Kőkorszaki halászhorog csontból

A horgászat  az őskortól jelen van az ember életében.

## Történeti áttekintés

### Az őskori horgászok kultúrája
Az emberi faj a kezdetektől fogva kiemelkedett az állatvilágból, mert önmaga ellátására eszközöket, tárgyakat fejlesztett ki és használt. Az emberiség létfenntartó tevékenységeinek egyike a halfogás, és ez egészen a megjelenésünkig visszavezethető. A tengerpart, a folyópartok, és tópartok az ősember számára kedvelt lakóhelynek bizonyultak.
Régészeti leletek bizonyítják, hogy a tengerből és egyéb vizekből szerzett ételek fontos szerepet kaptak a táplálkozásukban (eldobott halcsont maradványok, összegyűjtött kagylóhéjak, és barlangrajzok). Valószínűsíthető, hogy víz közelében élő emberek már a vadászat kialakulásával egy időben törekedtek a halak elejtésére. Őseink megannyi technikát fejlesztettek ki az idő folyamán, hogy egyre hatékonyabban jussanak hozzá a tápláló és ízletes halhúshoz.
A halat sokféle módon fogták ki őseink, ezen módszerek sok hasonlóságot mutatnak a ma is alkalmazott halász- és horgászmódszerekhez. A legelső próbálkozások egyike egy olyan eszköz, mely készülhet kőből, csontból, vagy akár fából is. Orsó alakú, végei élesre csiszoltak, a közepén hozzáerősítve egy hosszú zsinórhoz. A csalit is erre helyezik el, és amikor a hal bekapja a kezdetleges horgászeszközt, az a torkán akad. A lándzsával vagy dárdával történő halászat is elterjedt vadászati forma volt az őskorban.
Pontos adatok nem állnak a rendelkezésünkre, amik azt igazolják, mikor alkalmazta az ősember először horog segítségét ahhoz, hogy halat zsákmányoljon. Azonban az sejthető, hogy a cro-magnon-i ember (i.e. 30-40. évezred) már használt horgot a táplálékszerzéshez. A később készült horgokat különféle anyagok alkották.
A kőkorszak után következő rézkorszakban megjelentek a rézből készült horgok, így azok egyre alkalmasabbá váltak a halak elejtésére. Az azonban általános jellemzőjük volt az őskorban készített horgoknak, hogy hiányzott róluk a fül és a szakáll. Ezek csak évezredekkel a horog megjelenése után alakultak ki.
Régóta használnak az emberek nyeles halfogó eszközt, ami a mai horgászbotokhoz hasonlítható, azonban ezek őskori létezéséről nem állnak rendelkezésünkre leletek. A legidősebb horogleletre az egykori Csehszlovákia területén bukkantak a kutatók, ennek a becsült kora húszezer évre tehető. Érdekesség, hogy az amerikai őslakosok horogkészítéshez gyakran használtak sólyomkarmot és sas csőrének darabját. A Húsvét – szigeteken elképesztő leleteket tártak fel: emberi csontokból készült horgokat. A magyarok ősi foglalkozásai közé tartozott a halászat mestersége is, ezt azok a szavak támasztják alá, melyek az Urál menti őshaza területén kerültek a nyelvünkbe, és a hallal, halászattal kapcsolatosak.

### A horgászat hatása az ókori társadalmak fejlődésére
Az ókori civilizációk, és az első államok kialakulásában minden esetben létfontosságú elem volt a víz közelsége. Az első városállamok, amik Mezopotámia déli, majd később északi részén alakultak ki Kr. e. 4. évezred közepén, a csapadékszegény vidéken virágzó kultúrát hoztak létre az őket határoló két folyó, a Tigris és az Eufrátesz közelsége miatt.
Az ókori kultúra kialakulásával megjelent az írás, így ebből a korból már írásos emlékek is fennmaradtak, amelyek beszámolnak az akkori horgászatról. Az egyiptomiak megannyi módszert alkalmaztak a halfogásra, ezeket a technikákat megörökítették sírkamrákban ábrázolt, rajzolt jeleneteken, továbbá papiruszra vetették őket. Figyelemre méltó felfedezés, hogy néhány leírás már nem csak élelemszerző tevékenységként említi a horgászatot, hanem mint szabadidős tevékenységet. Egy fontos forrása a horgászat történetének az 1926-ban megjelent William Radcliffe ’Fishing from the Earliest Times’ című műve, amelyben a szerző az egyiptomiaknak tulajdonítja az első, kezdetleges horgászbot alkalmazását. Ezen felül ez a tudományos könyv a régészeti leletek alapján vizsgálja az ókori társadalmak, így a kínaiak, az asszírok, a görögök, a rómaiak és sok más civilizáció horgász technikáit és szokásait. Az ókori görög írásos emlékek között kutatva nem találunk sok említést a horgászokra, halászokra vonatkozóan, pedig a feltárt leletek arról tanúskodnak, hogy fejlett és sokoldalú technikákat alkalmaztak e mesterségek terén.
Az információhiány annak köszönhető, hogy a horgászat és a halászat a társadalom megítélése szerint alantas munkának számított, így kevés megbecsülést kapott. Ezenkívül a római kultúra mozaikábrázolásai között felfedezhetünk néhány horgászatot ábrázoló képet. Mindemellett a Bibliában is találunk a horgászatra, és a horgok használatára utaló részleteket. Akad néhány bizonyíték, ami azt sejteti, hogy az ókori Kínában, Kr. e. 3. évezredben már használtak orsót, ennek gyakori alkalmazása azonban csak a középkor végén terjedt el.

### Horgászat a középkorban
A középkorban többnyire a tehetősebb rétegek engedhették meg maguknak, hogy terítékükre halhús kerüljön, a szegényebbek körében is előfordult, hogy horgászattal, esetleg halászattal foglalkoztak.

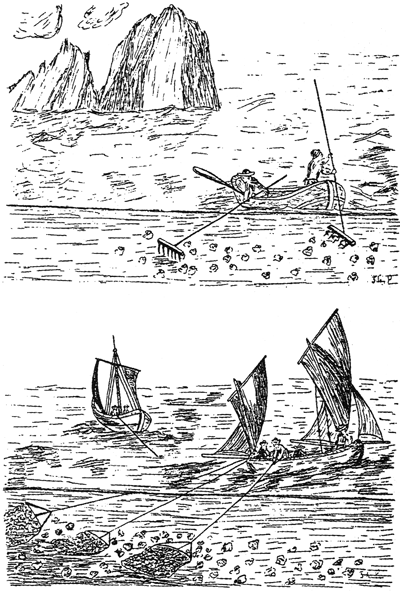
A horgászhálók megjelenése

Éppen ezért a középkor embere minduntalan arra törekedett, hogy a lehető legnagyobb mennyiségű halat, a lehető legkevesebb idő alatt zsákmányolja. Így rengeteget fejlődött a horgászat ebben a korban. A bottal történő horgászat igencsak terméketlennek bizonyult, amikor a halfogás eredményességét a mennyiség határozta meg. Ennek ellenére a nagy földrajzi felfedezések előtt ez a technika volt a legelterjedtebb, mivel ez a módszer kevésbé igényes az eszköz alapanyagát tekintve. A zsinór alapanyagát leggyakrabban lovak sörényéből készítették, amit sokszor, egyszerűen a parthoz rögzítve a vízbe engedtek. Azonban az idő múlásával a háló használata egyre jobban tért hódított.
Minél közelebb kerülünk a jelenkorhoz, annál több írásos emlék áll rendelkezésünkre. Említésre méltó a Kr. u. 980 körül, angolszász és latin nyelven íródott mű, a ’ Colloquy of Aelfric’ . Egy XII. század végén, Kínában készült festmény a csónakban ülő horgászt orsós horgászbottal ábrázolja. Ezt a festményt tartják az egyik legrégebbről fennmaradt horgászbot ábrázolásnak, amelyen az orsó megjelenik. A középkorban a kastélyokat, várakat gyakran építették folyók, vagy tavak mellé, hogy a lakóiknak egyszerűbb legyen horgászni. Megannyi feljegyzés van királyokról és előkelő személyekről, akik csupán hobbiból kivitorláztak a tengerre, hogy horgász szenvedélyüknek hódolhassanak. Azonban a monda szerint a középkori emberek féltek a tengertől, mert úgy tartották, hogy hatalmas, félelmetes szörnyek lakták.
A magyar történelemben a fennmaradt relikviák között sok halászattal kapcsolatos emlék maradt fenn, ebből arra következtethetünk, hogy a vándorló magyarság életében a halfogás meghatározó szerepet játszott. Ezenkívül pedig a horoggal való horgászat is széles körben elterjedt volt, amit a Kárpát-medencében feltárt leletek bizonyítanak. Így maradt ez a honfoglalás utáni időkben is, Szent István király uralkodása alatt jelentős volt a halászat Magyarországon. A későbbi időkben, az Árpád-házi királyok uralkodása alatt pedig már jelentős haltenyészetek alakultak ki. A vallási ünnepek környékén megnőtt a halkereslet, ez mind a mai napig él a hagyományban.

### Újkori horgászat
Nyugat-Európa fejlettebb országaiban az újkor kezdetén a horgásztechnikák és eszközök fejlődése nagymértékű változást hozott az akkorra már sportszerűen űzött tevékenységben. Mint sport, a horgászat hazáját Angliának tekintik. Angliában oly mértékű volt ez a fejlődés, hogy a XVII. században már nem volt érdemes a horgászoknak saját botjuk elkészítésével bajlódniuk, hiszen rengeteg üzlet akkoriban már árusított horgászeszközöket.

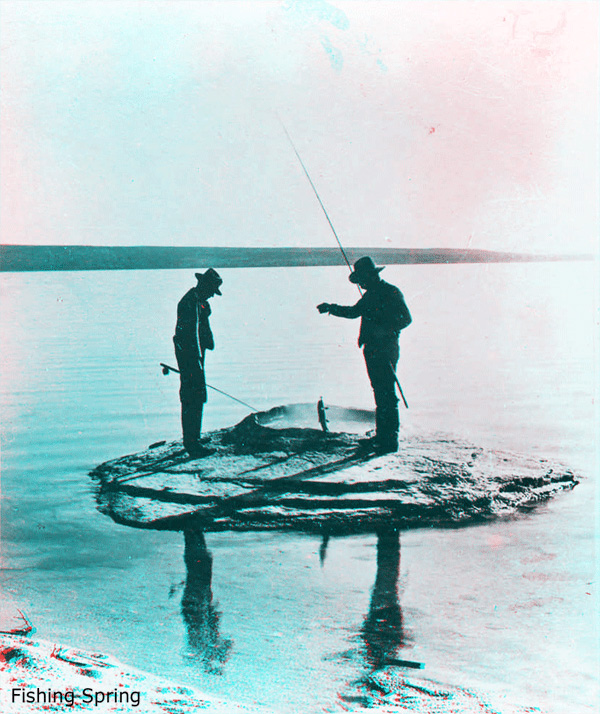
Újkori horgászat

A XVIII. században sorra alakultak a horgászklubok Anglia szerte, így a horgászat társadalmilag egyre nagyobb szerepet kapott. Továbbá már ekkor is problémaként merült fel a vizek szennyezése, és a tömeges halpusztulások, így a horgászegyesületek közös erővel küzdöttek e természeti katasztrófák megfékezéséért, csökkentéséért. Míg a nyugati országokban a nagy földrajzi felfedezések után a horgászat terén is fejlődés mutatkozott, új technikák és eszközök jelentek meg, és egyre több dokumentum született a horgászatról, addig a Magyarországon történő változások nem a fejlődést szolgálták.
A törökök 150 éves megszállása negatív hatással volt mind a halkereskedelemre, mind az addig kialakult halászati és horgászati törvényekre. Azonban az 1700-as években érkezett német telepesek magas fokú halász-, és horgászkultúrájukkal fellendítették a magyarországi horgászatot is. A törökök kivonulása után egyre nőtt a halászat jelentősége, halászcéhek alakultak, amelyek megbecsülésben hasonlóak voltak bármely más céhmesterséghez.
Néhány horgászmódszer a múlt-századokból: nyeles,- vagy kosztos horog (lényegében a mai sporthorgászok által használt módszer korábbi formája), kolompos horog (hangjelzés figyelmeztette a horgászokat, ha a vízbe eresztett horgot a hal megrántja), lábó,- vagy tökös horog (a menekülni próbáló hal útját a vízen úszó lopótök mutatja a horgásznak) és megannyi egyéb technikát fejlesztettek ki az elmúlt századok leleményes horgászai.

### A jelenkori horgászat
Magyarországon ugrásszerűen növekedett a horgászok száma az elmúlt évtizedekben. Ez a folyamat nem csak nálunk, hanem az egész világon megfigyelhető. Ahol előbb kezdődött a nagymértékű iparosodás, valamint az urbanizáció mint nálunk, ott napjainkban jóval előttünk is állnak és a miénknél magasabb szintről is indultak a horgászatot tekintve. Minden ország vizeinek nagysága, szoros összefüggésben áll a horgászok számával is. Azok az országok, államok, akik közvetlenül a tenger mellett fekszenek, vagy netán az veszi körül, azok jóval nagyobb előnyben vannak hozzánk képest.
A legtöbb horgászó személy, az észak-európai országok közül kerül ki, ez nem is csoda, hiszen ezek az országok gazdagok tavakban és folyókban, illetve határosak a tengerrel. Hazánkban is jelentős növekedés várható a horgászlétszámot illetően, mely összefüggésben van az iparosodással és az urbanizációval összefüggő társadalmi törvényszerűséggel is. Ez az irányzat felhasználható az emberek munkakedvének és életkedvének fokozására..

### A horgászat szerepe a ma emberének életében
A horgászat az aktív pihenés egyik legegészségesebb módja, ha a szabadidő eltöltéséről beszélünk. Jótékony hatással van a horgászra a napfény, a szabad levegő, a csend. Ezek mind olyan megnyugtató foglalatosság, mely érzékszereinkre teljesen eltérő módban hat, vagyis idegrendszerünk lazán, feszültségmentesen működik.
A horgászat kapcsán tehát, pihentethetjük az idegrendszerünket, jótékonyan hat a horgász érzelemvilágára. Népszerűsége töretlen, mert egészen a gyermekkortól kezdve a legidősebb korig lehet űzni ezt a hobbit. Azt viszont fontos kiemelni, hogy az egyes korosztályoknak más és mást jelent a horgászat.
A fiatalok számára, még a horgászat jórészt játékos tevékenység, jobban közel kerül hozzájuk a természet, megismerik azt, hozzájárul nevelésükhöz. A középkorosztály számára a horgászat legfontosabb szerepe a pihenés. A legidősebb korosztály számára viszont a sok szabadidő, „aktív” kitöltése az elsődleges szempont.

## A horgászat és a halászat különbségei
Ha a mindennapi szóhasználatot vizsgáljuk, sokan ma is megannyi halfogási módot halászatnak hívnak, vagy mondanak. A halászok és a horgászok, illetve a halászat és a horgászat között igen nagy, vagyis alapvető eltérés van. A legnagyobb eltérést a horgászat és a halászat között, a célokban és a módszerekben találhatunk. A horgászat, az egyik legjobb módja az aktív pihenésnek, kikapcsolódásnak, vagyis a szabadidő eltöltésére. A halászat ezzel ellentétben egy olyan termelési tevékenység, mely a halak tömeges kifogására irányul, ezért a mezőgazdaság egyik üzemágaként tekinthetünk rá.
A halászoknak ez a foglalkozásuk, szakmájuk, akik nap, mint nap ezt a munkát végzik. Míg a horgásznak ez csak hobbi, addig a halász ebből él meg, tartja fent családját. A két elfoglaltság módszerében is fellelhető igen nagy eltérés. A horgász általában csakis nyeles horoggal, vagyis botra szerelt dologgal foghat halat, ezzel ellentétben a halász főként elektromos szerszámokkal és hálókkal fog halat.( )
Az emberiség legősibb foglalkozásai közé tartozik a halászat és sokkal inkább volt tekinthető népfoglalkozásnak, mint annak idején a vadászat. A hal a vízben, helyben volt és szinte kifogyhatatlan tömegben kínálta táplálékul önmagát, szemben a vaddal, melynek elejtése miatt sokszor a települést elhagyva kisebb- nagyobb távolságot kellett megtenni, sokszor veszélyeket rejtve magában. Az, hogy a halászat a magyaroknak is ősi foglalkozása volt, bizonyítják azok a halászattal kapcsolatos szavak, melyek az Urál menti őshazánkba a nyelvünkbe kerültek.
Halászatra igen alkalmas terület volt a Kárpátok medencéje. Országunkban a magas halászkultúra kialakulásában ez igencsak segített. Megállapítható az ásatások közben feltárt leletek kapcsán, hogy a horoggal való halfogás volt a leggyakoribb. Mindezek ellenére, rendkívül későn alakult ki Magyarországon a szórakozásként művelt sportszerű horgászat, Nyugat-Európai társainkhoz képest.

## A technikai fejlődés, a horgászati eszközök és stílusok tökéletesedése
A halászat és a horgászat is az élelemszerzés egyik legrégebbi formája, ezért elmondhatjuk rá, hogy egyidős az emberiséggel. Ahogyan mi is sokat fejlődtünk az évezredek során, így velünk együtt a zsákmány megszerzéséhez szükséges horgászeszközök is. A horog az az eszköz, mely a horgász számára az egyik legfontosabb. Ezt az eszközt körülbelül már az emberiség 3000 óta használja.
A kezdeti időszakban ezek zömében csontból, kőből vagy tövis ágakból készítették. A fejlődés során a későbbi anyagok felfedezése kapcsán, már előkerültek bronzból, rézből és aranyból készült leletek is, ezeknek az alakjuk az évezredek során nem igazán változtak. Az ókorban a varráshoz használt tűket alakították át oly módon, hogy az felvegye a mostani horog formáját. Az első kimondottan a horgászathoz készült horog készítése, a 170-ben élt Csinghua császár nevéhez fűződik.
Angliában jelent meg az első olyan gyár, mely a horoggyártással foglalkozott a XVII. században. A Norvégok is élre törtek a horoggyártással kapcsolatban és az 1800-as megjelenési évtől számítva azóta világhírűvé váltak horoggyártást illetően. A horgász másik fontos eszköze a horgászbot, ami mintegy 4000 éves. A horgászok számára, ennek az eszköznek a feltalálása után megnőtt az esélye a zsákmány kifogására, mert segítségével már a vízpartról is tudtak halat fogni.
Horgászbotként Európában különböző fafajták például: nyárfa, fű, kökény cserjéit használtak, míg Ázsiában főleg a bambuszból készült botok voltak az elterjedtek. A középkor nagy találmánya a horgászok számára az volt, amikor megjelent a több részből álló horgászbotok is, melynek szállítása az összeszereltség miatt sokkal könnyebb volt. Európában az 1700-as évek végén 2 új horgászbot fajta jelent meg, a több részből álló, csőszerű anyagból készült botok, illetve a hatszögű keresztmetszetű, vastag falú bambusznádból készített ragasztott botok. Ezek a fajták, köszönhető a gondos enyvezésnek, rendkívül rugalmassá váltak. A második világháború befejeztével, a ragasztott botok uralmát felváltotta az üvegszál-technika.

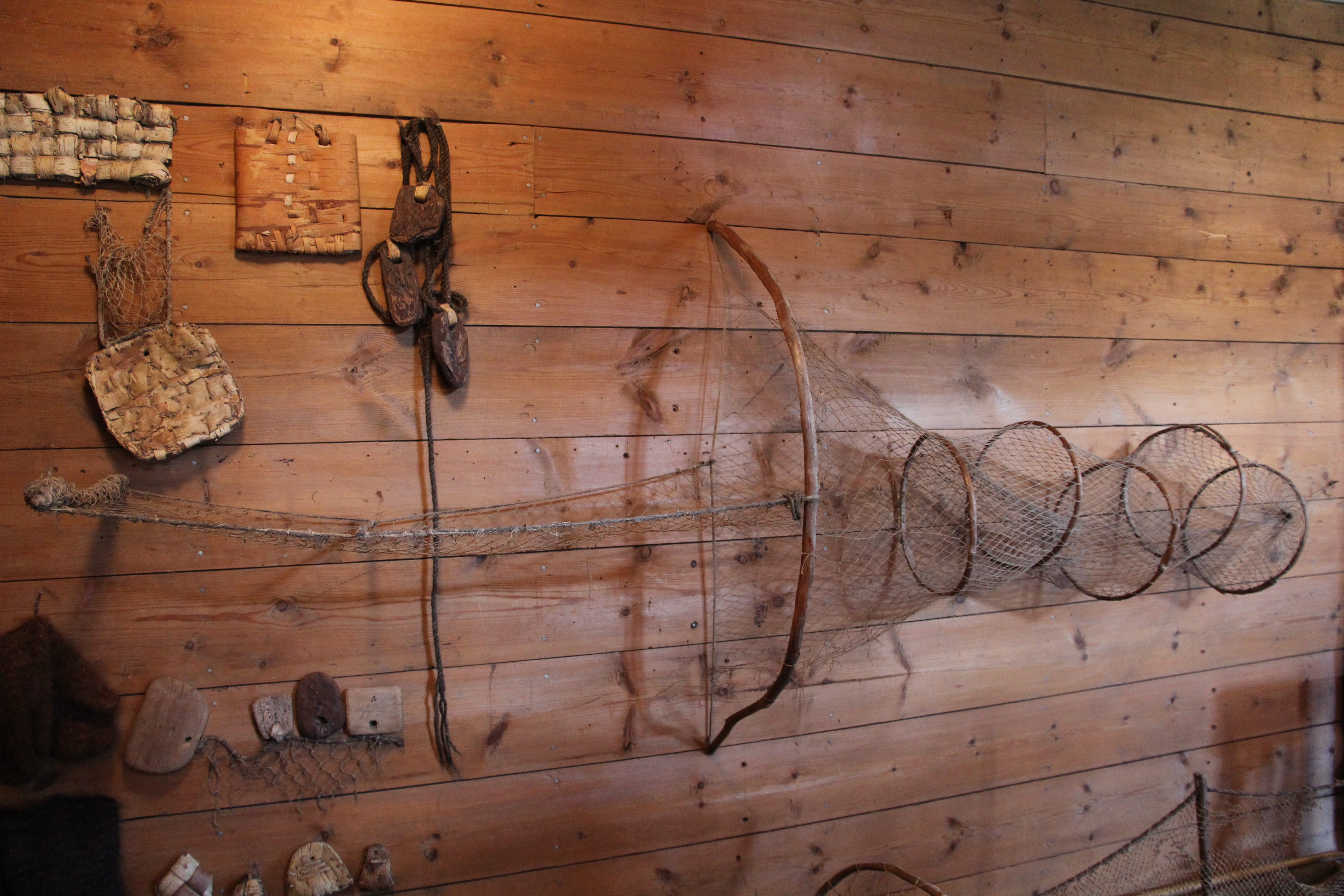
Horgász eszközök a Suur-Savó múzeumból

A mai modern világunkban ez a technika is kezd elavulttá válni és kezdi kiszorítani a piacról a kevlár és karbon alapanyagokból készült botok. A horgászzsinór biztosítja az összeköttetést a horgász és a hal között. Az évezredek alatt a történelem során ezek a zsinórok számtalan anyagból készültek például: lenből, kenderből, selyemből, növényi rostokból stb. Az ókori Kínának köszönhetjük azt, hogy eljutott végül Európába is a selyem horgászzsinór is hozzánk. Európában a XVII. századtól megjelentek a lószőrből fonott horgászzsinórok. A XX. század nagy áttörését a műszálak megjelenése hozta, köszönhető a Du Pont cégnek. 
A horgászorsó, ami szintén nélkülözhetetlen már a mai horgásznak a kínaiak találmánya és valamivel több mint 1000 éves. Az 1500-as évektől fedezhető fel annak alkalmazása Európában, melyet a nagy halak kifogásánál használtak. Az évszázadok folyamán, mint a többi eszköz is tökéletesedett ami kezdetben keményfából készült és csörlőszerű alkalmatosság volt.
Az 1700-as évek körül nagy áttörés történt, ebben az időszakban elkészült a berregő-fékkel ellátott fémből készült orsó. Az angoloknak köszönhető a peremfutó orsó feltalálása is, a feltaláló a gyapjúfonó műhelyében készítette el találmányát, mely forradalmasította a horgászatot és nélküle a mai modern horgászsport elképzelhetetlen volna. Az orsó minősége is számos változtatáson ment át az elmúlt időszakban és a technika fejlődése őt is utolérte. A tűgörgős csapágyak megjelenésének köszönhető, hogy egyre finomabb és precízebb orsókat gyártanak. Ez a technika a mai modern horgászat olyan kellékeivé váltak, melyek elengedhetetlenek egy horgász számára a hi-tech horgászbotokkal és zsinórokkal együtt.